# ゲイリー・クラーク・ジュニア
ゲイリー・クラーク・ジュニア（Gary Clark Jr.、1984年2月15日 - ）は、アメリカ合衆国テキサス州オースティン出身のシンガーソングライター、ミュージシャンである。2011年にワーナー・ブラザース・レコードと契約し、EP『The Bright Lights』でデビュー。2014年、楽曲「Please Come Home」でグラミー賞の最優秀トラディショナルR&Bパフォーマンス賞を受賞した。2019年には3作目のアルバム『This Land』をリリースし、グラミー賞で3部門を受賞した。

## 来歴

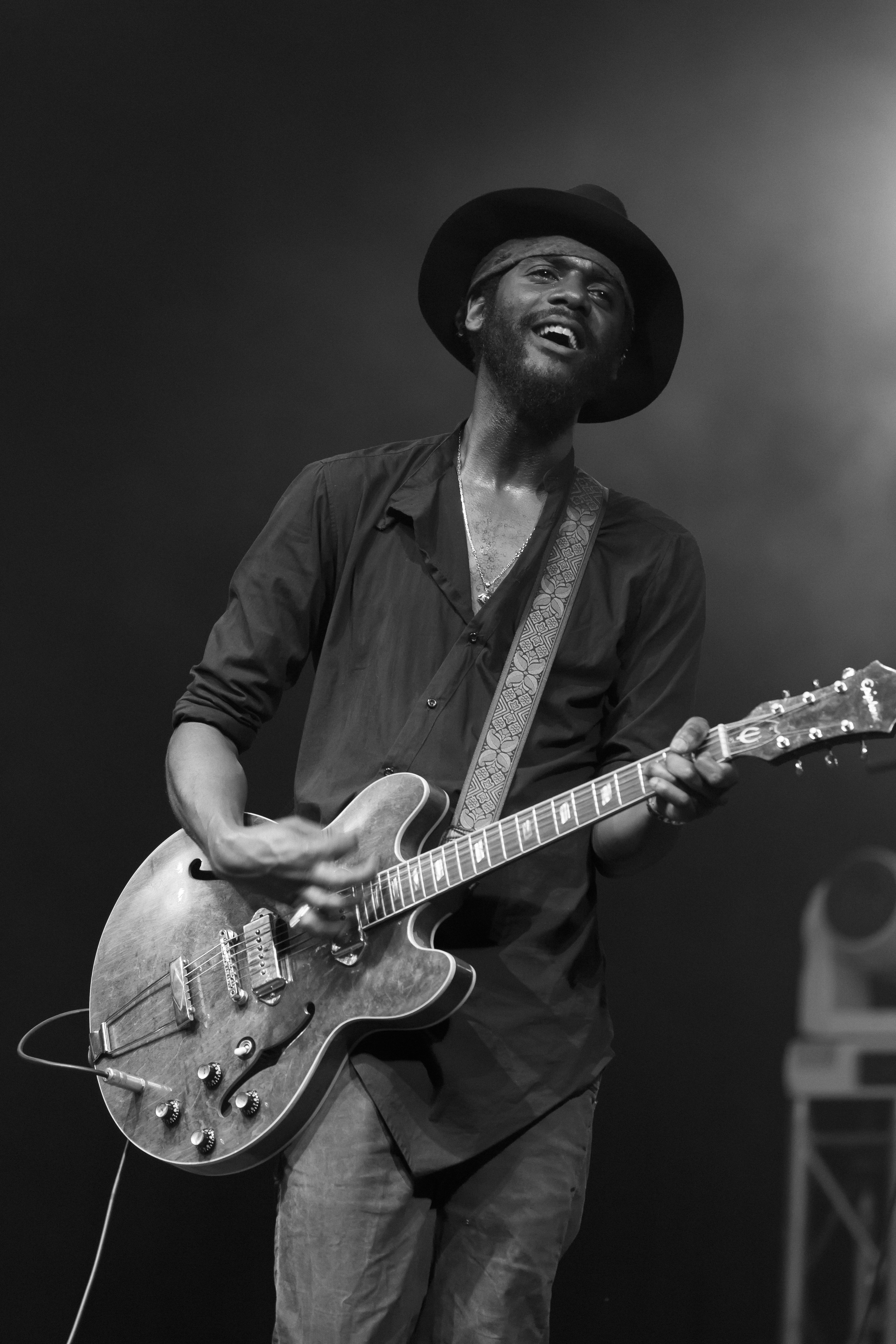
ライブでのGary Clark Jr.（2015年）

テキサス州オースティンで生まれ育ったゲイリー・クラーク・ジュニアは12歳でギターを始め、10代の間は小さな会場で演奏していた。
2011年8月9日、ワーナー・ブラザース・レコードからメジャー・デビュー・EP『The Bright Lights』をリリースする。
2012年10月22日、デビュー・アルバム『Blak and Blu』をリリースする。第56回グラミー賞では楽曲「Ain’t Messin’ ’Round」が最優秀ロック・ソング賞にノミネートされ、楽曲「Please Come Home」が最優秀トラディショナルR&Bパフォーマンス賞を受賞した。
2015年9月11日、2作目のアルバム『The Story of Sonny Boy Slim』をリリースした。
2019年3月1日、3作目のアルバム『This Land』をリリースする。アルバムとタイトルトラックの「This Land」は第62回グラミー賞で最優秀コンテンポラリー・ブルース・アルバム賞、最優秀最優秀ロック・ソング賞、最優秀ロック・パフォーマンス賞の3部門を受賞した。また「This Land」は最優秀ミュージック・ビデオ賞にもノミネートされた。

## 人物

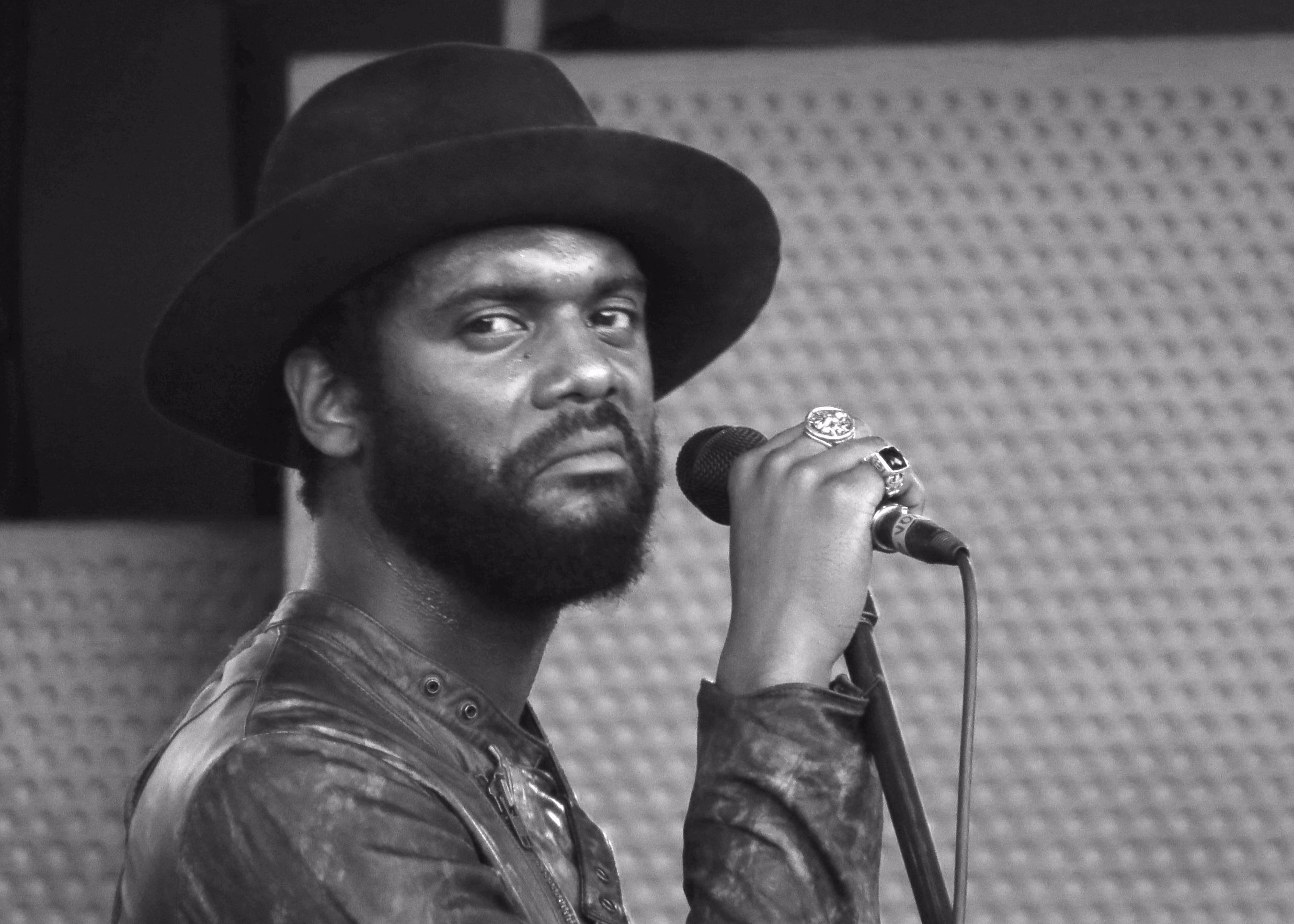
ライブでのGary Clark Jr.（2017年）

2016年にモデルのニコール・トルンフィオと結婚し、3人の子供がいる。2016年後半、テキサス州カイルに50エーカーの馬牧場を購入した。

## ディスコグラフィ
スタジオ・アルバム
- Blak and Blu (2012年)
- The Story of Sonny Boy Slim (2015年)
- This Land (2019年)